# Résurrection (Assise)
Pour les articles homonymes, voir Résurrection (homonymie).

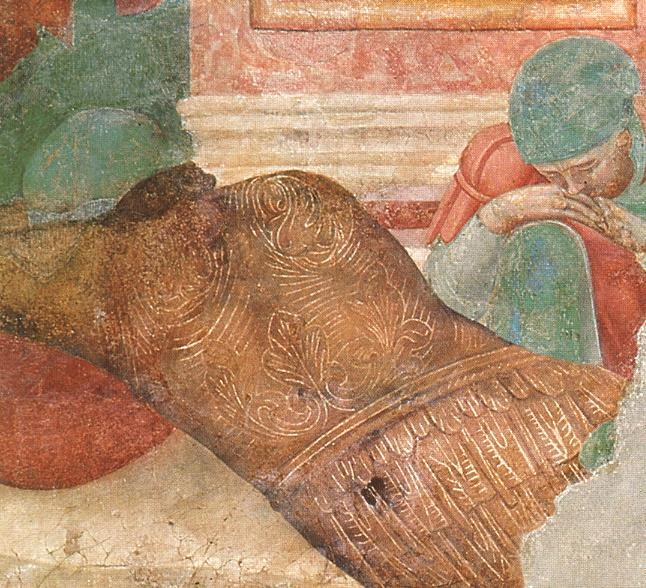
Détail

La Résurrection (en italien, Resurrezione)  est une fresque attribuée au peintre  Giotto di Bondone (ou Pietro Cavallini ?), datée des environs de 1291-1295 et située dans la partie supérieure de la paroi gauche de l'église supérieure de la basilique Saint-François d'Assise.

## Description
La scène, fortement endommagée, est située dans la quatrième travée. Il ne reste que quelques portions de la partie inférieure montrant des soldats dormants au pied du sépulcre du Christ duquel on entrevoit la base.
Plus haut, il reste quelque fragments du drapé du Christ ressuscité.
Malgré la rareté des vestiges, la qualité de la composition demeure, comme en témoigne l'entrelacement des corps des soldats, résolue dans la scansion spatiale à l'aide de raccourcis modernes.
Une lumière claire illumine les figures accentuant la plasticité des volumes.
Les détails sont soignés, comme les décorations de l'armure du soldat vu d'épaule, élégamment dessinées.
Dans une petite portion de la paroi, à l'approche de l'envers de la façade, apparaît pour la première fois la décoration de faux corbeaux peints, un motif illusionniste que l'on retrouve dans les fresques de la vie de saint François à Assise.